# Eagar
Eagar város az USA Arizona államában, Apache megyében. Lakosainak száma 4395 fő (2020. április 1.).

## Népesség
A település népességének változása:
| Lakosok száma | 397  | 4885 | 4395 |
|               | 1910 | 2010 | 2020 |